# صعق كهربائي

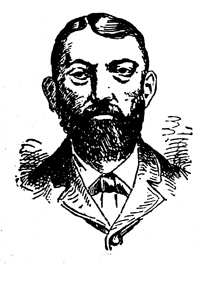

الصعق الكهربائي هو مرور تيار كهربائي عبر جسم الإنسان وقد يؤدي إلى الوفاة.

## الصعق الكهربائي من الناحية الطبية
يمكن أن تحدث الوفاة بسبب الصدمة التي يحدثها الصعق بما يكفي لتوقف القلب عن العمل. كما تتسبب التيارات الكهربائية عالية الجهد في ضرر دائم عبر الحروق، وتلف خلايا الجسم. كما يختلف الجهد اللازم لخلق تيار كهربائي خلال الجسم باختلاف مقاومة الجلد البشري للتيار حيث تقل المقاومة في الجلد الرطب أو بسبب العرق مما يسمح بتدفق أكبر للتيار الكهربائي عبر الجسم.